# بيننهوف

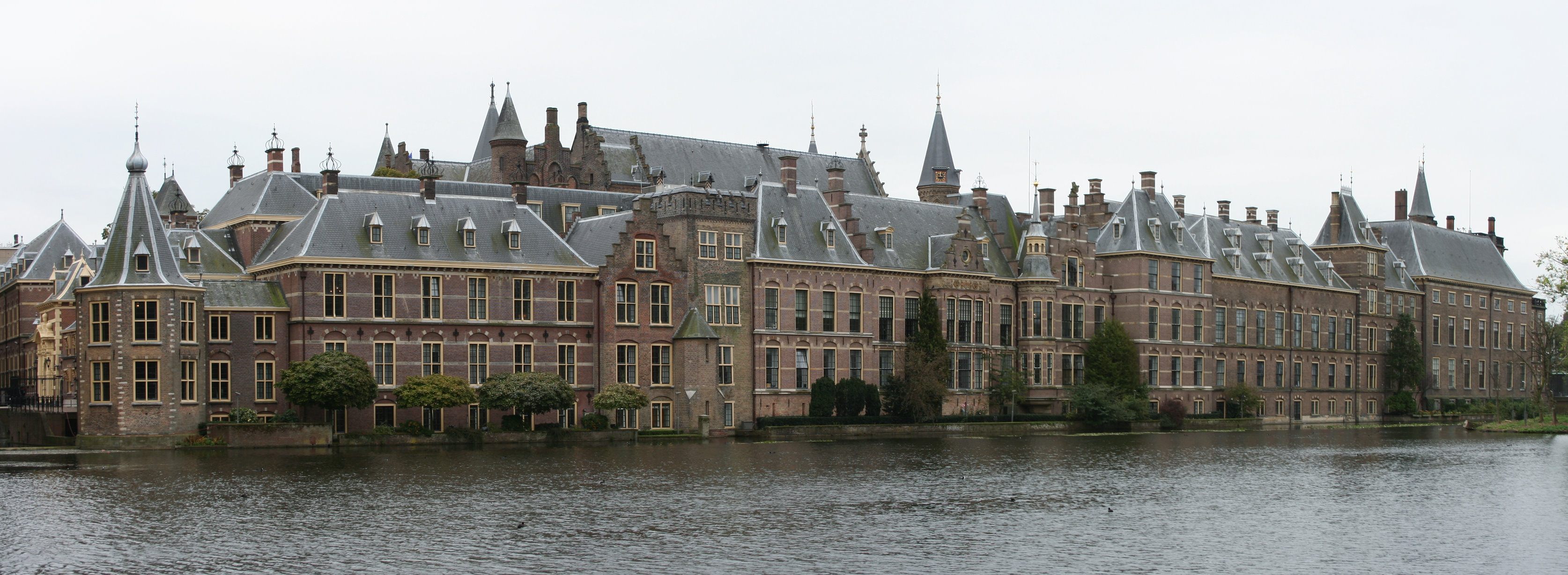
مجمع بيننهوف.

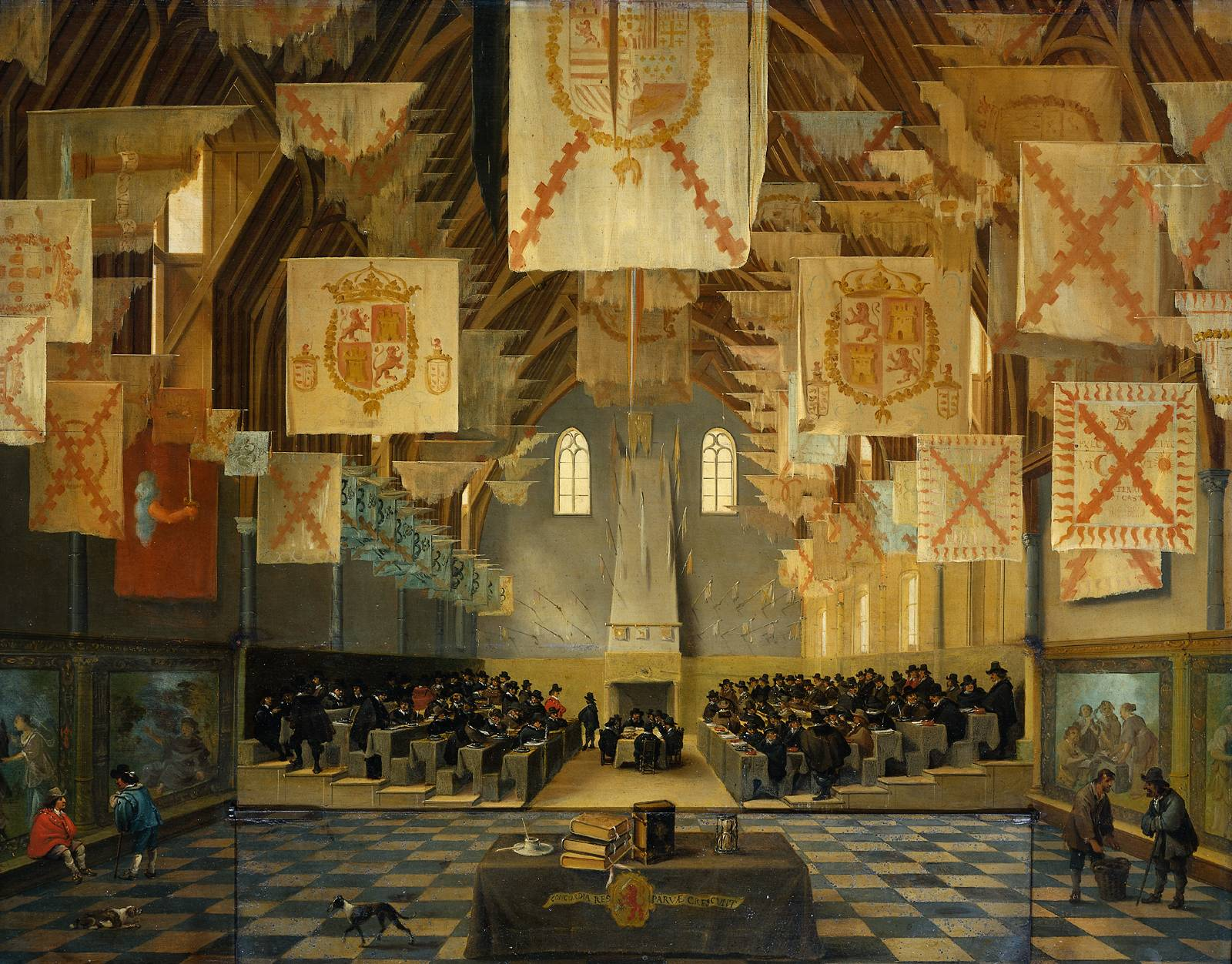
اجتماع مجلس طبقات الأمة لجمهورية هولندا في 1651.

بيننهوف (بالهولندية: Binnenhof) عبارة عن مجمع من المباني في وسط مدينة لاهاي بهولندا، بالقرب من بحيرة هوف. ويضم المجمع اجتماع مجلسي برلمان هولندا، وكذلك وزارة الشؤون العامة ومكتب رئيس وزراء هولندا. بني في المقام الأول في القرن الثالث عشر، والقلعة القوطية استخدمت في البداية كمقر لكونتات هولندا، وأصبح المركز السياسي لجمهورية هولندا في 1584. يعد من بين أفضل 100 موقع تراث هولندي. وبيننهوف هو أقدم مبنى برلماني في العالم لا يزال قيد الاستخدام.

## التاريخ

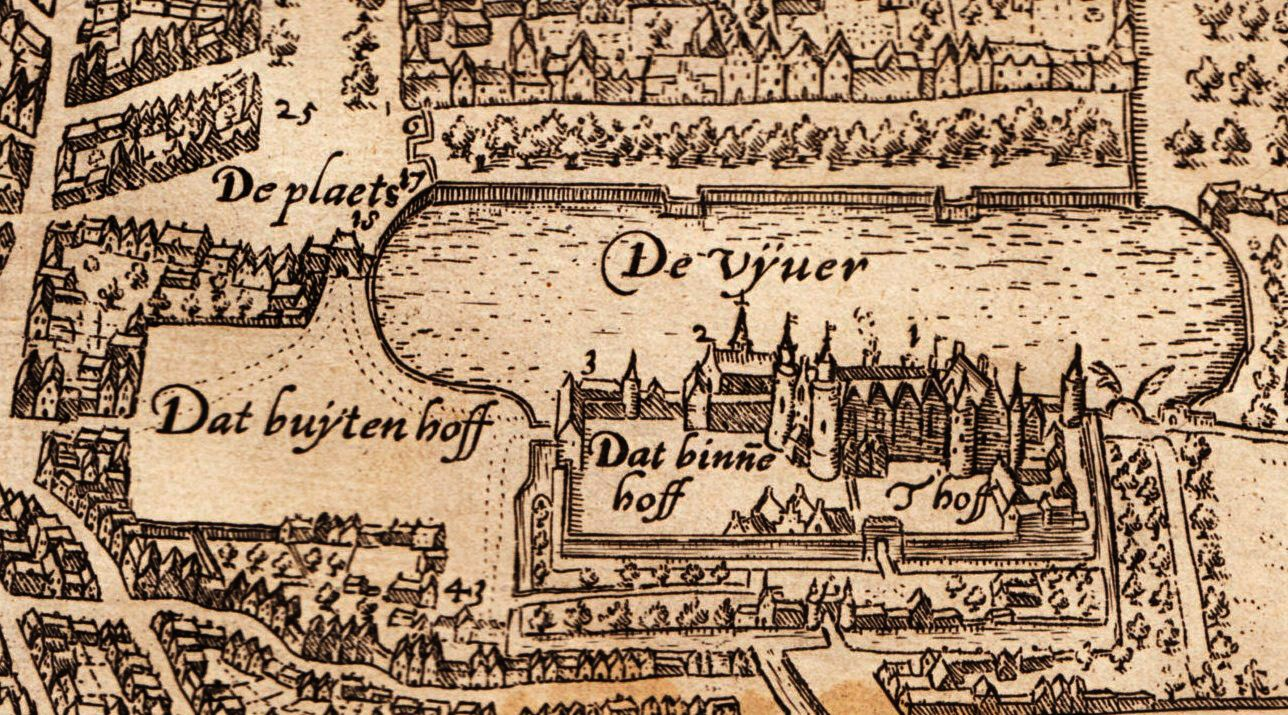
بيننهوف وبحيرة هوف على خريطة للاهاي حوالي 1600.

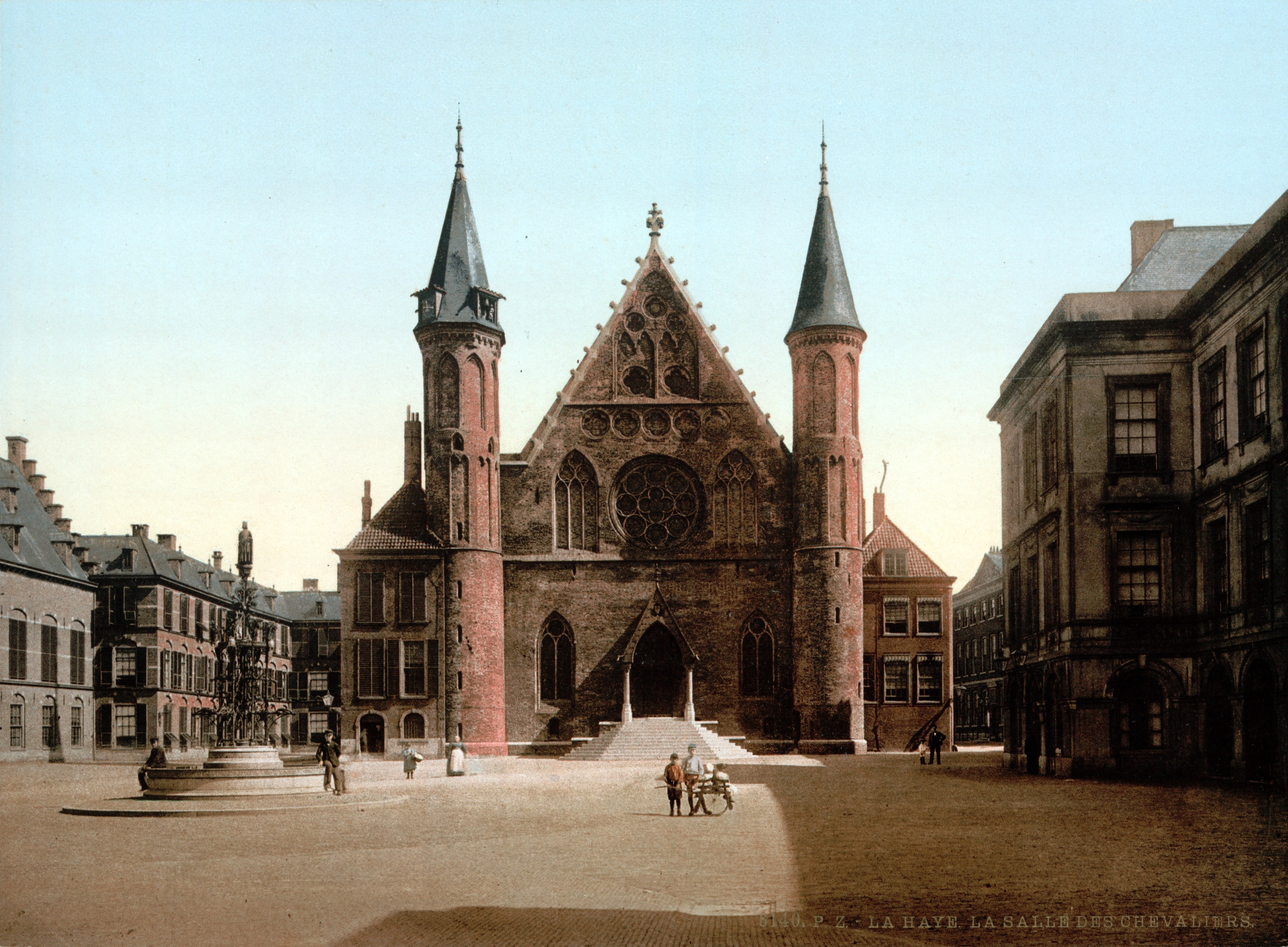
Ridderzaal في 1900.

لا يُعرف الكثير عن أصل قصر بيننهوف. من المفترض أن الأراضي المجاورة لبحيرة هوف، والمنزل الصغير عليها تم شراؤها من قبل الكونت فلوريس الرابع من مقاطعة هولندا من Meiland فان فاسينار في نوفمبر 1229. بين 1230 و 1234 كان قد وسع منزل إلى إبقاء صغير. بعد ابنه فلوريس "وخليفته وليام الثاني توج ملك الرومان في عام 1248، واستمر هذا البناء. بين 1248 و 1280، وكان وليام Ridderzaal بنيت. إلى اليسار واليمين، وبنيت جدرانه، التي قسمت المنطقة أمام المبنى من أن وراء ذلك. وكان كل من الجدران البوابة. في نهاية الجدار على اليسار، بالقرب من Hofvijver، تم بناء مصلى المحكمة، وقرب أن Ridderhuis (حرفيا 'مجلس النواب' فرسان ) حيث تم إيواء فرسان زيارة. توفي وليام في معركة عام 1256، وذلك قبل بناء Ridderzaal قد انتهى، وتم الانتهاء من القلعة في عهد ابنه، فلوريس الخامس. كان بيننهوف مقر إقامة كونتات هولندا لفترة قصيرة. بعد بيت هولندا توفي في 1299، انخفضت مقاطعة في أيدي كونتات من مقاطعة هينو. كونتات هينو أقام بالكاد في بيننهوف في أوائل القرن 14. دوق ألبرت الأول من بافاريا وخلفه وليام الثاني عاش في بيننهوف تقريبا بشكل دائم. تحت حكمهم، وشهدت القلعة توسع كبير، وأصبحت تدريجيا محاطة المباني